# نیل (بلژیک)
شهر نیل (به فرانسوی: Niel) در شهرستان آنتوئر در استان آنتوئر در منطقه فلاندری در کشور بلژیک واقع شده‌است.